# Stavkî (Obariv), Rivne
Stavkî (în ucraineană Ставки) este un sat în comuna Obariv din raionul Rivne, regiunea Rivne, Ucraina.

## Demografie
Componența lingvistică a localității Stavkî
     Ucraineană (97,6%)
     Rusă (1,8%)
     Alte limbi (0,6%)
Conform recensământului din 2001, majoritatea populației localității Stavkî era vorbitoare de ucraineană (97,6%), existând în minoritate și vorbitori de rusă (1,8%).